# Scheitelauge

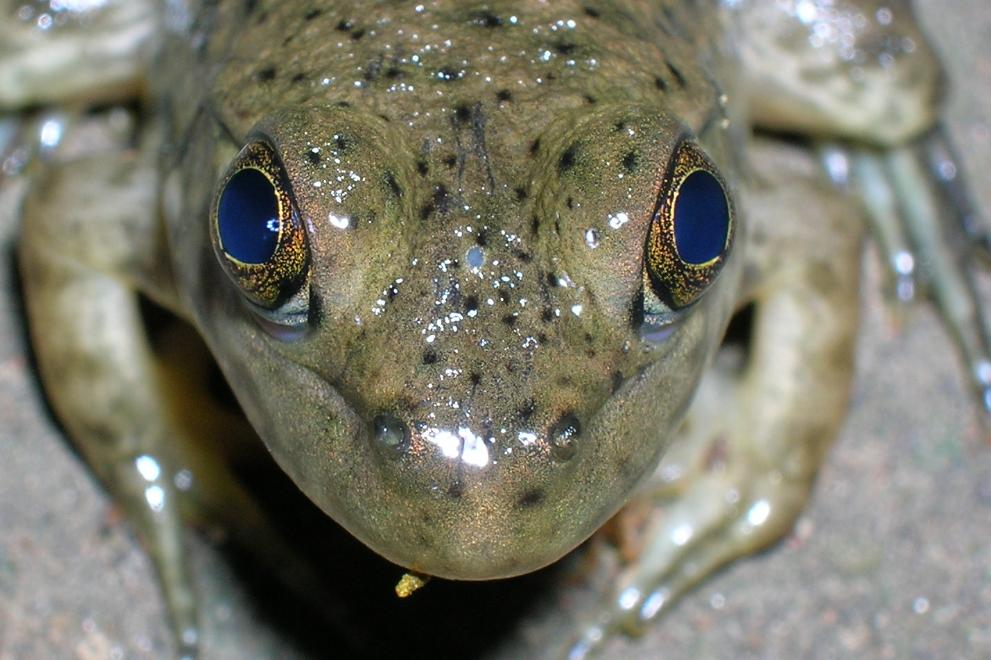
Scheitelauge (kleiner, hellblauer Punkt direkt zwischen den beiden Augen) bei einem jungen Amerikanischen Ochsenfrosch

Das Scheitelauge, auch Parietalauge oder -organ, ist ein nach oben gerichtetes, zentrales drittes Auge auf dem Scheitelbein (Os parietale) des Schädels, das bei ursprünglichen Wirbeltieren als Lichtsinnesorgan zur Wahrnehmung von Helligkeitsunterschieden dient.

## Beschreibung

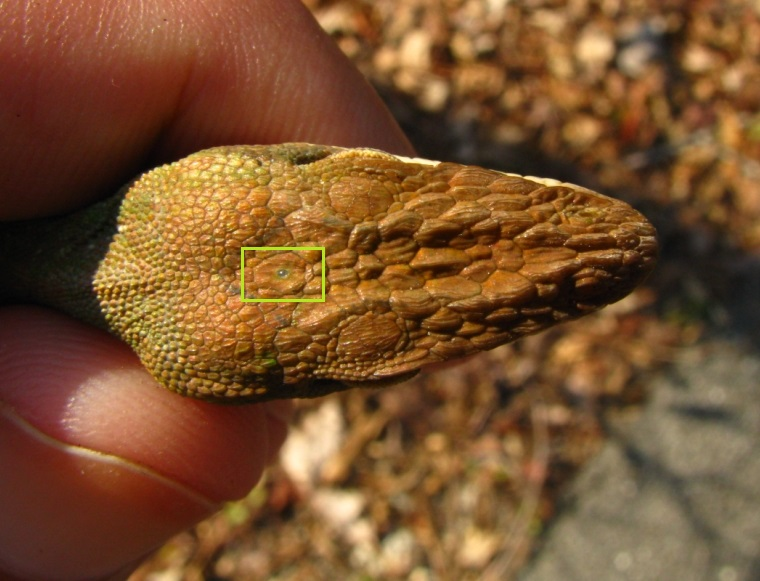
Scheitelauge einer Rotkehlanolis

Das Scheitelauge besteht wie ein gewöhnliches paariges Auge aus Linse, Netzhaut und Sehnerv, nur die Iris fehlt. Das Organ liegt nicht frei, sondern ist unter der Haut verborgen. Die Verbindung zum Zwischenhirn wird über das Scheitelloch (Foramen parietale) hergestellt, das sich zwischen den paarigen Knochen des Scheitelbeins befindet.
Das Scheitelauge war bei den Wirbeltieren des Paläozoikums, den Placodermi (Panzerfischen), den Kieferlosen sowie den tetrapoden Amphibien und Reptilien ganz allgemein ausgebildet. Bei heute lebenden (rezenten) Tieren, beispielsweise einigen Leguanarten, ist das Parietalauge in Form einer lichtdurchlässigen Schuppe in der Kopfmitte zu erkennen, die Licht in das Schädelinnere einlässt. Auch bei der neuseeländischen Brückenechse (Sphenodon punctatus), einem lebenden Fossil, und den urtümlichen Neunaugen ist das Auge noch vorhanden. Verhaltensbeobachtungen deuten darauf hin, dass das Parietalauge zumindest zur Hell-Dunkel-Unterscheidung dient, möglicherweise auch für das Erkennen von Bewegung und so zum Schutz vor Fressfeinden, etwa Greifvögeln, genutzt werden kann.

## Evolution des Scheitelauges
Ursprünglich scheint das Scheitelauge gemäß der paarigen Anlage des Scheitelbeins ebenfalls paarig ausgebildet gewesen zu sein; seine beiden Teile haben sich später voneinander unabhängig jeweils zu homologen Lichtsinnesorganen (Parietalorgan und Pinealorgan) umgewandelt. Dort, wo das linke Auge nach vorne rückte, entwickelte es sich zum Parietalorgan (Parapinealorgan) bzw. -auge der höheren Wirbeltiere wie den Eidechsen und Brückenechsen; wo es jedoch nach hinten wanderte, wurde das ursprünglich rechte Auge zum Pinealorgan bzw. -auge der Froschlurche und Neunaugen. Das jeweils andere Auge kann auch unter Funktionsverlust ausnahmsweise erhalten bleiben, so beim Meerneunauge, oder sich, wie bei höheren Wirbeltieren, unter Funktionswechsel zur – oftmals noch lichtempfindlichen – Zirbeldrüse umwandeln. Diese sorgt durch die Ausschüttung des Hormons Melatonin für die Steuerung circadianer Rhythmen der Tages- und Nachtaktivität und regelt speziell bei Reptilien und einigen Vögeln Körpertemperatur (Thermoregulation) und Nahrungsaufnahme. Entwicklungsgeschichtlich ist die Zirbeldrüse damit das älteste Organ zur Steuerung der Tagesrhythmik.
Scheitelauge bei Fischen
Karl von Frisch (Nobelpreis 1973) stellte 1911 fest, dass Elritzen, die im Dunkeln ihre Hautfarbe aufhellten, dies auch dann noch taten, wenn sie geblendet worden waren. Wenn ihnen jedoch die Zirbeldrüse (Pinealorgan, Epiphyse) entfernt worden war, unterblieb diese Reaktion bei Verdunkelung. Daraus schloss er: Neben der Netzhaut der Augen gab es vermutlich auch in der Epiphyse am Zwischenhirn bei Fischen Lichtsinneszellen, die eine Rolle für die Wahrnehmung des Tag-Nacht-Rhythmus spielen.
Ingrid de la Motte, Schülerin Karl von Frischs, konnte mit Dressurversuchen an 18 Fischarten aus 16 Familien nachweisen, dass Fische im Dunkeln sogar in der Lage sind, auf allein mit der Epiphyse rezipierte Lichtsignale mit Futterschnappen zu reagieren. Damit wurde die Verknüpfung von Erregungen epiphysaler Lichtsinneszellen über afferente Nervenbahnen mit efferenten motorischen Erregungen zur Steuerung von Fressverhalten nachgewiesen (Licht-Futter-Assoziation). Darüber hinaus wurde unter Einsatz einzelner Spektralfarblichter anhand von Reaktionsschwellen und Reaktionszeiten die spektrale Empfindlichkeitskurve des Pinealorgans einer Elritze (Phoxinus laevis AG) bestimmt. Die Kurve entspricht der Spektralkurve des Sehfarbstoffs Porphyropsin, der bei Fischen für Sehen in der Dunkelheit sorgt. Diese Ergebnisse aus Verhaltensversuchen sind weitreichender und aussagekräftiger als der elektrophysiologische Nachweis von Lichtreaktionen epiphysaler Sehzellen.